# Sushi
För den kinesiske ämbetsmannen, se Su Shi.

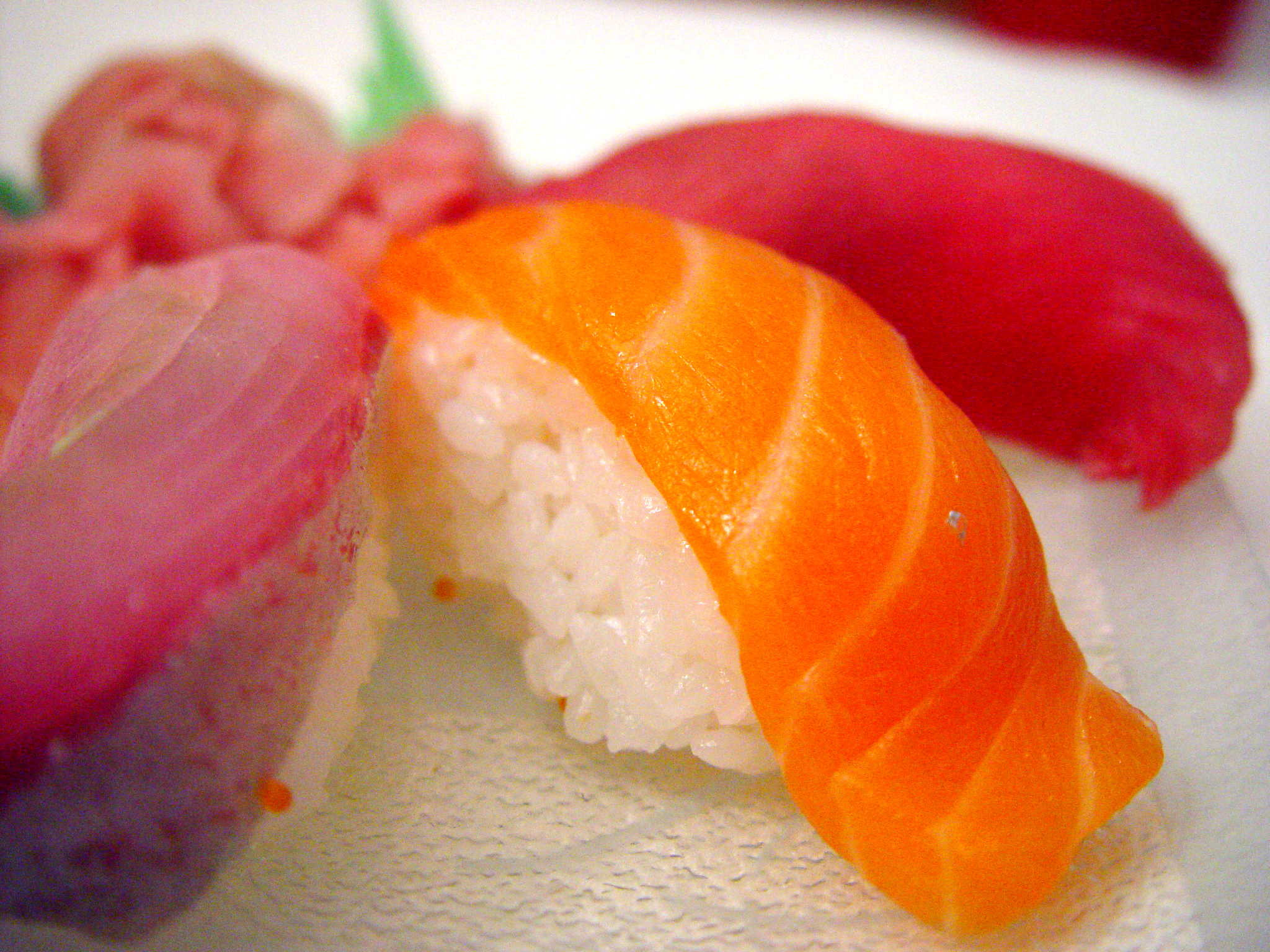
Nigiri

Sushi (japanska 寿司, 鮨, 鮓 eller すし) är en japansk maträtt bestående av kokt rundkornigt ris som smaksätts med en vinägerblandning och kombineras med andra ingredienser, vanligen fisk (rå eller tillagad), rom och/eller skaldjur. Vanligtvis äts sushi med tillbehör som wasabi (山葵), inlagd ingefära (gari) och japansk sojasås. Exempel på ingredienser i sushi är tonfisk, räkor (oftast större sorter, exempelvis jätteräkor), lax, krabba, gurka, bläckfisk, ål och tamagoyaki. Annat man kan ha i sin sushi är olika sorters kött, kyckling och grönsaker.
Ordet sushi kommer från en böjning av adjektivet 酸い (sui) vilket betyder sur. Det japanska uttalet är [sɯɕi] (/ɯ/ ligger nära det rikssvenska uttalet av långt u, men utan rundade läppar; /ɕ/ är identiskt med det svenska tje-ljudet).
En vanlig missuppfattning är att sushi är liktydigt med rå fisk, vilket inte stämmer, då rå fisk på japanska restauranger kallas sashimi.

## Olika typer av sushi

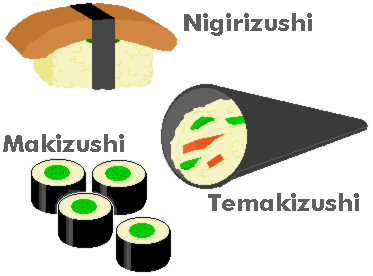
Tre sorters sushi.

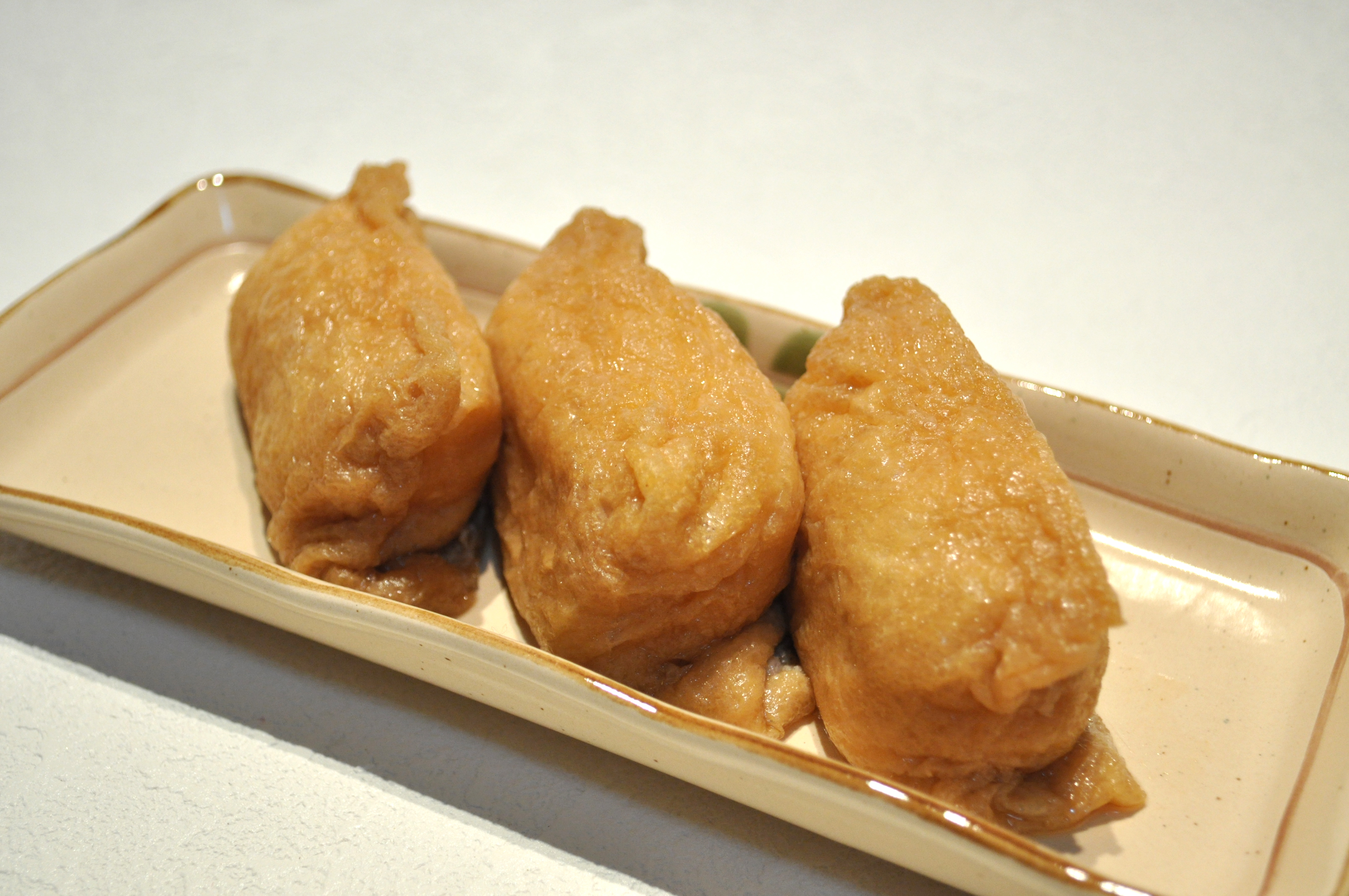
Inarizushi.

Det finns två olika kanjitecken som symboliserar sushi tillagad på olika sätt, trots att de uttalas likadant. Sushiris är dressat med en blandning av bland annat sushivinäger och socker, och är en viktig del av varje sushirätt.
Sushi som skrivs med tecknet 鮓 innehåller fisk som lagts in i en blandning av ris och salt samt grävts ned i marken för att jäsa svalt. Sushi som skrivs med tecknet 鮨 innehåller fisk som marinerats i en speciell sorts miso (en pasta av fermenterade jästa sojabönor, koji och salt). Oftast används dock skrivningen 寿司 som innefattar alla sorters sushi. すし är hiragana och används ibland för att det är snabbare att skriva än 寿司 eller för att man vänder sig till någon som inte förstår de kinesiska tecknen (barn till exempel).
- Nigirizushi (握り寿司)

Nigirizushi består av ris som pressas till en oval boll i handen och som man sedan lägger en liten skiva eller bit av någon sorts fisk, skaldjur, grönsak eller ibland kött på. Oftast är pålägget rått, men vanligt är dock även inlagt, grillat, kokt, ångkokt eller kanske stekt som till exempel tamagoyaki, även kallat dashimaki, som är en typ av omelett, ibland smaksatt med fisk.
- Makizushi (巻き寿司)

Makizushi består av strimlor av ovanstående pålägg inrullat i ris och oftast nori (torkade, eventuellt rostade blad gjorda av alger från släktet Porphyra), men ibland byter man ut norin mot till exempel tunna ark av omelett, blancherade grönsaker och skuret i ca 2 centimeter tjocka runda skivor.
En variant på makizushi är temakizushi (手巻き寿司) vilket innebär att man ställer fram nori skuret i fyrkanter av lämplig storlek samt ris och diverse ingredienser och låter de ätande själva rulla sina makizushi för att på så sätt kunna välja hur mycket och av vilka ingredienser de vill sätta i sina rullar. Dessa rullar äts för hand.
- Chirashizushi (散らし寿司)

Chirashizushi består av sashimi (ibland även grönsaker och omelett) som serveras på en bädd av sushiris. Chirashizushi är den enklaste formen av sushi att tillaga.
- Inarizushi (稲荷寿司)

Inari innehåller oftast bara ris inslaget i en liten påse av friterad tōfu. Namnet kommer från shintos kami, Inari, som tros ha en förkärlek till friterat ris, och som även är risets gudom.
- Oshizushi (押し寿司)

Oshizushi består av ris som tillsammans med lämpliga ingredienser pressas ihop med hjälp av en speciell sushipress som man lägger någonting tungt på och låter vila under några timmar, alternativt med hjälp av en bambumatta och mycket handkraft.
- Narezushi (なれ寿司)

Narezushi består av fisk, ris och salt som läggs i press med en stenvikt för att åstadkomma en mjölksyrejäsning. Ursprunget till dagens sushi men ovanligt idag.

## Historia
De två kanjitecknen 鮨 och 鮓 syftade i Kina för runt tvåtusen år sedan på fisksås respektive fisk som lagts in med ris och salt, men med tiden kom distinktionen att försvinna och tecknen användes båda två för att beteckna fisk som lagts in med ris och salt i konserverande syfte. Riset petades sedan bort innan man åt fisken. En lättare saltning och kortare inläggningstid gjorde senare att även riset kunde ätas men inlagd fisk kom i stort sett att försvinna från det kinesiska köket under Mingdynastin.
Nigirizushin blev mer spridd i Japan under slutet av Edoperioden (1800-talet) men sushi med inlagt eller tillagat pålägg var fortfarande vanligare än idag. Under Edoperioden åt man främst oshizushi.[källa behövs]
I Sverige serverades sushi först år 1973 på restaurang Seikoen i Stockholm, men det var inte förrän under 1990-talet, då en stor mängd mindre sushibarer etablerades, som sushi började bli vanligt. Numera kan man även köpa färdiglagad sushi i vanliga livsmedelsbutiker och konkurrensen har gjort att spannet på både pris och kvalité har blivit större i och med det stora antalet öppnade sushibarer.

## Terminologi
- Gari: söt inlagd ingefära.
- Shari: ris som smaksatts med vinäger (oftast även mirin eller socker och salt beroende som används).
- Namida: betyder ordagrant "tårar" och är ett annat ord för wasabi.
- Nori: alger av Porphyra-släktet som sköljs, mals och torkas i ramar till fyrkantiga ark och används till exempel till att rulla in sushi i eller som krydda.

### Nigirizushi
Följande ingredienser förekommer särskilt i nigirizushi.
- aji (鯵): makrill
- ama-ebi (甘海老): färska räkor, nordhavsräkor
- aka-yagara: pipfiskar
- anago (穴子): ål av släktet Conger
- aoyagi (青柳): mussla
- awabi (鮑): havsöron
- ayu (鮎): Plecoglossus altivelis
- buri (鰤)
- chūtoro (中トロ): marmorerade inälvor av tonfisk
- ebi (海老): kokta räkor
- hamaguri (蛤): mussla
- hamo (鱧): ål
- hatahata (鰰): fisk av släktet Gonorynchus
- hikari-mono: olika typer av "ljus" fisk som makrill
- himo
- hiramasa (平政)
- hirame (鮃): flundra
- hokkigai: Spisula solida
- hoshigarei: hälleflundra
- hotategai (帆立貝): pilgrimsmussla
- ibodai
- ika: bläckfisk
- isaki
- ise ebi (伊勢海老): hummer
- ishigarei: skrubbskädda
- kaibashira: ögon av kammusslor eller klaffmuskler av fisk och skaldjur
- kaiware: groddar av rättika
- kajiki (梶木): svärdfisk
- kani (蟹): krabba, kan också vara surimi
- karei (鰈): plattfisk
- kasugo
- katsuo (鰹): bonit, makrillfisk som också förekommer i det japanska köket i buljongen dashi
- kawahagi (皮剥)
- kibinago: sardin
- kisu (鱚)
- kochi (鯒)
- mutsu
- negi-toro: magen på tonfisk med hackad gräslök
- ni-ika: tioarmad bläckfisk som fått sjuda i buljong, smaksatt med soja
- ohyō
- okoze: Synanceia verrucosa
- otoro: fet del av magen av tonfisk
- saba (鯖): makrill
- sake (鮭): lax
- sanmazushi: saira
- sayori (細魚): fisk av släktet Hemiramphidae
- seigo: róbalo
- shako: räkor av släktet Stomatopoda
- shibaebi: hästräka
- shima-aji: annan typ av aji
- shime-saba (締鯖, 〆鯖): marinerad makrill
- shira-uo (白魚)
- shiro maguro (白鮪): långfenad tonfisk
- shiromi (白身): säsongens vitfisk
- suzuki (鱸): róbalo
- tai (鯛)
- tairagai
- tako (蛸, 章魚): (åttaarmad) bläckfisk
- torigai: Blötdjur i familjen Cardiidae
- toro: buk av tonfisk
- tsubugai: japanska skaldjur
- unagi (鰻): japansk ål

### Gunkanzushi
Följande ingredienser förekommer särskilt i gunkanzushi.
- ikura (イクラ): rom av lax
- kazunoko: rom av sill
- mentaiko (明太子): rom av Alaska pollock
- tarako (たらこ): saltad Alaska pollock
- tobiko (飛び子): rom av flygfisk
- uni (うに, 雲丹): rom av sjöborre